# Thryptomene stenophylla
Thryptomene stenophylla là một loài thực vật có hoa trong Họ Đào kim nương. Loài này được E.Pritz. miêu tả khoa học đầu tiên năm 1904.